# غوستافو أسونساو
غوستافو أسونساو (مواليد 20 مارس 2000) هو لاعب كرة قدم برازيلي يلعب في نادي فاماليساو.

## روابط خارجية
- غوستافو أسونساو على موقع اتحاد تركيا (لاعب) (الإنجليزية)
- غوستافو أسونساو على موقع إي إس بي إن إف سي (الإنجليزية)
- غوستافو أسونساو على موقع قاعدة بيانات كرة القدم.إي يو (الإنجليزية)
- غوستافو أسونساو على موقع Soccerbase.com (لاعب) (الإنجليزية)
- غوستافو أسونساو على موقع Soccerway.com (الإنجليزية)
- غوستافو أسونساو على موقع عالم كرة القدم.نت (الإنجليزية)